# عشق سال‌های وبا
عشق سال‌های وبا (به اسپانیایی: El amor en los tiempos del cólera) نام رمانی از گابریل گارسیا مارکز به سال ۱۹۸۵ است. فیلمی به همین نام نیز بر اساس آن در سال ۲۰۰۷ ساخته شده است.

## داستان
ماجرای این رمان در شهری تاریخی در حوزه‌ی دریای کارائیب در سال‌های آخر سده‌ی نوزده و سال‌های ابتدایی سده‌ی بیستم میلادی در حالی که کشورهای آمریکای لاتین در آتش جنگ‌های داخلی بین احزاب نوپا پس از استقلال از امپراتوری اسپانیا می‌سوختند، رخ می‌دهد. داستان با مرگ خرمیا دوسنت آمور، عکاس قدیمی شهر، در اثر خودکشی شروع می‌شود. دکتر خوونال اوربینو، پزشک سرشناس شهر، که با دوسنت آمور رفاقت داشته و هم‌بازی شطرنج با یکدیگر بوده‌اند، ضمن انجام کارهای مربوط به صدور گواهی فوت و جواز دفن برای دوست قدیمی خود، از خلال‌ نامه‌ای که او پیش از مرگش نوشته است، پی می‌برد که خرمیا دوسنت آمور در تمام این سال‌ها معشوقه‌ای پنهان داشته است. اوربینو که مردی پیرو ضوابط و آداب اجتماعی است، از دانستن این واقعیت یکه می‌خورد؛ هرچند همسرش فرمینا داسا که همیشه به خرمیا دوسنت آمور بدبین بوده چندان از برملا شدن این رازها تعجبی نمی‌کند. سه روز بعد از وفات دوسنت آمور، دکتر اوربینو در حالی که قصد عزیمت به مراسم تشییع جنازه‌ی او را دارد، برای قاپ زدن طوطی فراری خودش از شاخه‌ی درختی بالا می‌رود، ولی سقوط کرده و جان می‌دهد. در مراسم ختم او مردی به نام فلورنتینو آریسا پس از اتمام مجلس به فرمینا داسا که بیوه شده است یادآوری می‌کند که بعد از گذشت بیش از پنجاه سال هم‌چنان به عشق او وفادار است. این گستاخی در حالی که هنوز فرمینا داغدار مرگ شوهرش است، او را سخت به خشم می‌آورد و باعث می‌شود که فلورنتینو آریسا را از خود براند.
داستان سپس با رجعت به گذشته سرنوشت هر یک از این شخصیت‌ها را در خلال زندگی آن‌ها پی می‌گیرد. فرمینا داسا شاگرد مدرسه‌ی صومعه‌ی مریم مقدس است. پدرش لورنزو داسا که در ضمن داستان مشخص می‌شود مردی شیاد و فرصت‌طلب است که دامنه‌ی جرائمش از سرقت احشام تا جعل اسکناس را در بر می‌گیرد، سال‌ها قبل شهر زادگاه خود، ریو آچا را ترک کرده و همراه خواهرش اسکولاستیکا داسا و دخترش که به نام مادر مرحومش فرمینا نامیده می‌شود به آن شهر آمده‌اند. فلورنتینو آریسا پسر نامشروع مردی سرشناس است که در شرکت کشتی‌رانی روی رودخانه سهام‌دار است. پس از آن که پدر تنها از دور مخارج او را تأمین کرده و از رابطه‌ی مستقیم با او اجتناب کرده، فلورنتینو با نام خانوادگی مادرش شناخته شده است. مادر او، ترانزیتو آریسا، زنی باکفایت است که مغازه‌‌ی خرازی دارد و در عین حال پول نزول می‌دهد. فلورنتینو زیر نظر مردی آلمانی به نام لوتار توگور که فناوری تلگراف را به آن شهر آورده در اداره‌ی تلگراف کار می‌کند و در روزی که برای دادن تلگرافی نزد لورنزو داسا می‌رود عاشق دختر او فرمینا می‌شود. عمه‌ی فرمینا از یک سو و مادر فلورنتینو از سوی دیگر مشوق این عشق نوجوانی می‌شوند و نامه‌های زیادی به‌طور مخفیانه بین عاشق و معشوق جوان رد و بدل می‌شود. پس از رسوایی پیدا شدن نامه در مدرسه، فرمینا را از مدرسه‌ی صومعه اخراج می‌کنند و لورنزو در تلاش برای این که رابطه‌ی او و فلورنتینو آریسا را قطع کند، دختر را با خود به سفری طولانی می‌برد. در تمام طول سفر رابطه‌ی مخفیانه‌ی فلورنتینو و فرمینا از طریق تلگراف ادامه پیدا می‌کند. پس از تلاش ناکام و ساده‌لوحانه‌ی فلورنتینو برای پیدا کردن گنج در دریا، برای اولین بار فرمینا در عشق خودش به او شک می‌کند و عاقبت وقتی پس از سال‌ها به همان شهر باز می‌گردد، با دیدن فلورنتینو آریسا حس می‌کند که احساسی به او ندارد و او را از خودش می‌راند.
در همان ایام، دکتر خوونال اوربینو که به تازگی از مدرسه‌ی طب در پاریس فارغ‌التحصیل شده به شهر باز می‌گردد. پدر خوونال خود پزشکی قدیمی بوده که در جریان موج وبا که در سال‌های قبل شهر را فرا گرفته بوده جان داده است. دکتر اوربینو با موقعیت اجتماعی ممتازش که از یک سو از نسب اشرافی او سرچشمه می‌گیرد و از سوی دیگر به سبب تلاش او در آشنا کردن آن شهر قدیمی با عناصر مدرنیسم اروپایی، دل بسیاری از دختران شهر را تصاحب کرده است. با این حال دکتر خواستگار فرمینا داسا می‌شود و با وجود اصرارهای لورنزو داسا که این موقعیت را به نفع خودش برای تجارت می‌داند و حتی مداخله‌ی کلیسا، 
فرمینا پیشنهاد دکتر را برای نزدیک یک سال نمی‌پذیرد. عاقبت در واکنشی که بیشتر ناشی از حس حسادت گرم گرفتن دکتر با دختر دایی‌ٰاش ایلده‌براندا سانچز است، فرمینا داسا به خواستگاری دکتر جواب مثبت می‌دهد.
ترانزیتو آریسا برای این که پسرش درد ازدواج معشوق سابقش را فراموش کند او را به سفری برای کار در شهر دیگری می‌فرستد. ولی فلورنتینو با همان کشتی یه موطن خود بازمی‌گردد و عملا سفر برای او دستاوردی جز از دست رفتن بکارتش در جریان رابطه با زنی بچه‌دار به نام رزالوا ندارد. فلورنتیونو که در اثر این اتفاق طعم شهوت را چشیده است، در بازگشت با تدارک مادرش با بیوه زنی به نام ناسارت هم رابطه برقرار می‌کند و این آغازی بر درگیری او در روابط متعدد و پیچیده‌ای می‌شود که بیشتر از سر ارضای میل جنسی هستند تا عشق. گرچه فلورنتینو همچنان روحیه‌ی شاعر مسلک و عاشق خود را حفظ می‌کند و امیدوار است با مرگ دکتر اوربینو بار دیگر فرمینا را به چنگ آورد.
سال‌های متمادی می‌گذرند. دکتر اوربینو پله‌های ترقی اجتماعی را بیش‌تر و بیش‌تر طی می‌کند. زندگی زناشویی او و فرمینا که از بیرون ایده‌آل و مایه‌ی رشک بسیاری از مردم است، از درون دچار چالش‌های مختلف ناشی از عدم تفاهم و تفاوت در جهان‌بینی دکتر و همسرش است. این وضعیت زمانی که فرمینا در میانسالی در حالی که صاحب دو فرزند شده است، در می‌یابد شوهرش با زنی سیاه‌پوست به نام باربارا لینچ رابطه دارد، تشدید می‌شود. در آن سو، فلورنتینو آریسا پس از مرگ عمویش وارث شرکت کشتی‌رانی روی رودخانه شده و به مرور به فردی سرشناس و ثروتمند تبدیل می‌شود. فلورنتینو بدون این که زنی بگیرد، پنهانی معشوقه‌های بسیاری دارد. مردم بی‌اطلاع از روابط او تصور می‌کنند که عدم تمایلش یه ازدواج ناشی از انحراف جنسی است. معشوقه‌های فلورنتینو اغلب برای مدتی با او هستند و بعد از زندگی او محو می‌شوند. در بخشی از داستان وقتی شوهر زنی که فلورنتینو با او رابطه دارد به خیانت زنش پی برده و او را می‌کشد، این عشق‌های پنهانی ابعادی فاجعه‌بار پیدا می‌کنند. با این همه فلورنتینو بی آن که از چیزی جز این که برملا شدن آن رویدادها آبروی او را پیش فرمینا داسا، معشوقه‌ی دوران نوجوانی‌اش، ببرد واهمه‌ای داشته باشد، بدون عذاب وجدان به زندگی خود ادامه می‌دهد.
داستان به مرور به نقطه‌ی شروع خود که مرگ دکتر اوربینو بوده بازمی‌گردد. فرمینا با وجود غیظ اولیه، به تدریج در خلال ملاقات‌ها و مکاتباتی دوباره با فلورنتینو آریسا صمیمی می‌شود. پسر فرمینا، دکتر اوربینو داسا، که نگران حال مادرش بعد از بیوه شدن است، به شرطی که رابطه‌ی فلورنتینو و فرمینا از حد متعارف معاشرت زن و مردی هفتاد و چند ساله تجاوز نکند، به رفت و آمد آن‌ها راضی است. دختر فرمینا اما فلورنتینو را لایق مصاحبت مادرش نمی‌داند. ولی فرمینا این مخالفت را با خشم پاسخ می‌دهد و در عوض به فلورنتینو نزدیک شده و با او به سفری دریایی با یکی از کشتی‌هایی که در مالکیت شرکت فلورنتینو آریسا است می‌رود. سفری که ماهیتی عاشقانه و مانند ماه عسل پیدا می‌کند. در ضمن سفر به فلورنتینو خبر می‌رسد که آخرین معشوقه‌ی او، آمریکا ویکونیا، که دختری محصل بوده که فلورنتینو قیمومیت او را به عهده داشته خودکشی کرده است. گرچه تصور همگانی بر این است که دختر در اثر اندوه ناشی از افت تحصیلی به این کار دست زده است، ولی برای فلورنتینو روشن است که این رویداد به دلیل بی‌توجهی‌های اخیر او به دختر در پی نزدیک شدنش به فرمینا داسا رخ داده است.
در انتهای سفر فرمینا از دیدن آشنایان در کشتی معذب است و به همین دلیل به پیشنهاد فلورنتینو به دروغ کشتی پرچم زرد شیوع وبا را برمی‌افرازد تا دیگر مسافری سوار نشود و مسافران فعلی نیز راه خود را با کشتی دیگری طی کنند تا فلورنتینو و فرمینا به راحتی به سفرشان ادامه دهند. داستان در حالی تمام می‌شود که عشاق کهنسال از بازگشت به خانه و دور شدن دوباره از یکدیگر وحشت دارند ولی کشتی آن‌ها به خاطر آن پرچم در آب‌های ورودی بندر مقصد متوقف می‌شود. ناخدا که می‌داند بعد از تفتیش دروغ آن‌ها مبنی بر شیوع وبا لو خواهد رفت، از فلورنتینو می‌پرسد که باید چکار کنند و فلورنتینو می‌گوید تا می‌توانند باید ادامه دهند و از مقصدی به مقصد دیگر سفر کنند. در موقعیتی نمادین در پاراگراف انتهایی داستان، وقتی ناخدا از فلورنتینو می‌پرسد که این وضع تا به کی می‌تواند ادامه داشته باشد او بی درنگ جواب می‌دهد: «تا همیشه!»

## آرای منتقدان
رمان عشق سال‌های وبا با استقبال خوبی از سوی مخاطبان و منتقدان روبه‌رو شد. میچیکو کاکوتانی، از نیویورک تایمز، دربارۀ این رمان می‌نویسد: «آقای گارسیا مارکز این بار برخلاف رمان‌های پیشین خود، از اسطوره و رؤیا برای روشن‌سازی زندگی خیالی یک ملت استفاده نکرده، بلکه نشان داده که امر عادی چقدر می‌تواند خارق‌العاده باشد… نتیجه‌اش شده رمانی غنی که قدرت روایتش را فقط می‌توان با سخاوت چشم‌اندازش مقایسه کرد.» مرل روبین از سی‌اس‌مانیتور نیز در توصیف این رمان می‌نویسد: «رمانی عاشقانه، جسورانه، خیالپردازانه، ژرف و سنجیده که تصور ما را از فرصت‌های بی‌انتهای زندگی گسترش می‌دهد.»

## فیلم برگرفته از رمان
کمپانی استون ویلج پیکچرز حقوق ساخت فیلمی بر پایۀ این رمان را به قیمت 3 میلیون دلار از مارکز خرید و مایک نیوول برای کارگردانی و رونالد هاروود برای نویسندگی آن انتخاب شدند. فیلمبرداری در سپتامبر 2006 در کارتاخنای کلمبیا آغاز شد. فیلم عشق سال‌های وبا، با بودجه‌ای بالغ بر 50 میلیون دلار، اولین فیلم خارجی‌ای بود که طی بیست سال پیش از آن در این شهر زیبا ساخته می‌شد. این فیلم در 16 نوامبر اکران شد. گارسیا مارکز به ابتکار خود شکیرا خوانندۀ کلمبیایی را مجاب کرد دو ترانه برای این فیلم اختصاص بدهد.

## در زبان فارسی
ترجمه‌های زیادی از این کتاب وجود دارد.
1. کیومرث پارسای، انتشارات آریابان
2. اسماعیل قهرمانی پور، انتشارات روزگار
3. مهناز سیف طلوعی، انتشارات مدبر
4. حدیث دهقان، انتشارات هفت سنگ
5. بهمن فرزانه، انتشارات ققنوس[۵]
6. کاوه میرعباسی، کتابسرای نیک
7. پردیس فتحی، انتشارات راه معاصر
8. علیرضا درستیان، انتشارات نیک فرجام

سید حبیب گوهر راد، انتشارات نکوراد